# 长叶蹄盖蕨
长叶蹄盖蕨（学名：Athyrium elongatum）为蹄盖蕨科蹄盖蕨属下的一个种。

## 扩展阅读
- 維基物種上的相關：长叶蹄盖蕨